# AfD Thüringen
Die AfD Thüringen ist der thüringische Landesverband der rechtspopulistischen und rechtsextremistischen Partei Alternative für Deutschland (AfD). Der Landesverband wird von Björn Höcke und Stefan Möller als Landesvorsitzende geführt und wurde vom Landesamt für Verfassungsschutz als gesichert rechtsextrem eingestuft. Mit Höcke als Spitzenkandidaten trat die Landespartei erstmals zur Landtagswahl 2014 an und zog daraufhin in den Thüringer Landtag ein. Zur Bundestagswahl 2021 trat die AfD in Thüringen mit Stephan Brandner als Spitzenkandidaten an. Wiederum mit Höcke als Spitzenkandidaten wurde die AfD bei der Landtagswahl 2019 zweitstärkste Kraft und zog mit 22 Abgeordneten in den Landtag ein. Bei der Landtagswahl 2024, erneut mit Björn Höcke als Spitzenkandidaten, wurde die Alternative für Deutschland erstmals stärkste Kraft in einem deutschen Bundesland.
Im März 2021 wurde die AfD Thüringen vom Amt für Verfassungsschutz als „erwiesen rechtsextrem“ eingestuft, es sieht in ihr eine „Bestrebung gegen die freiheitlich demokratische Grundordnung“.

## Geschichte

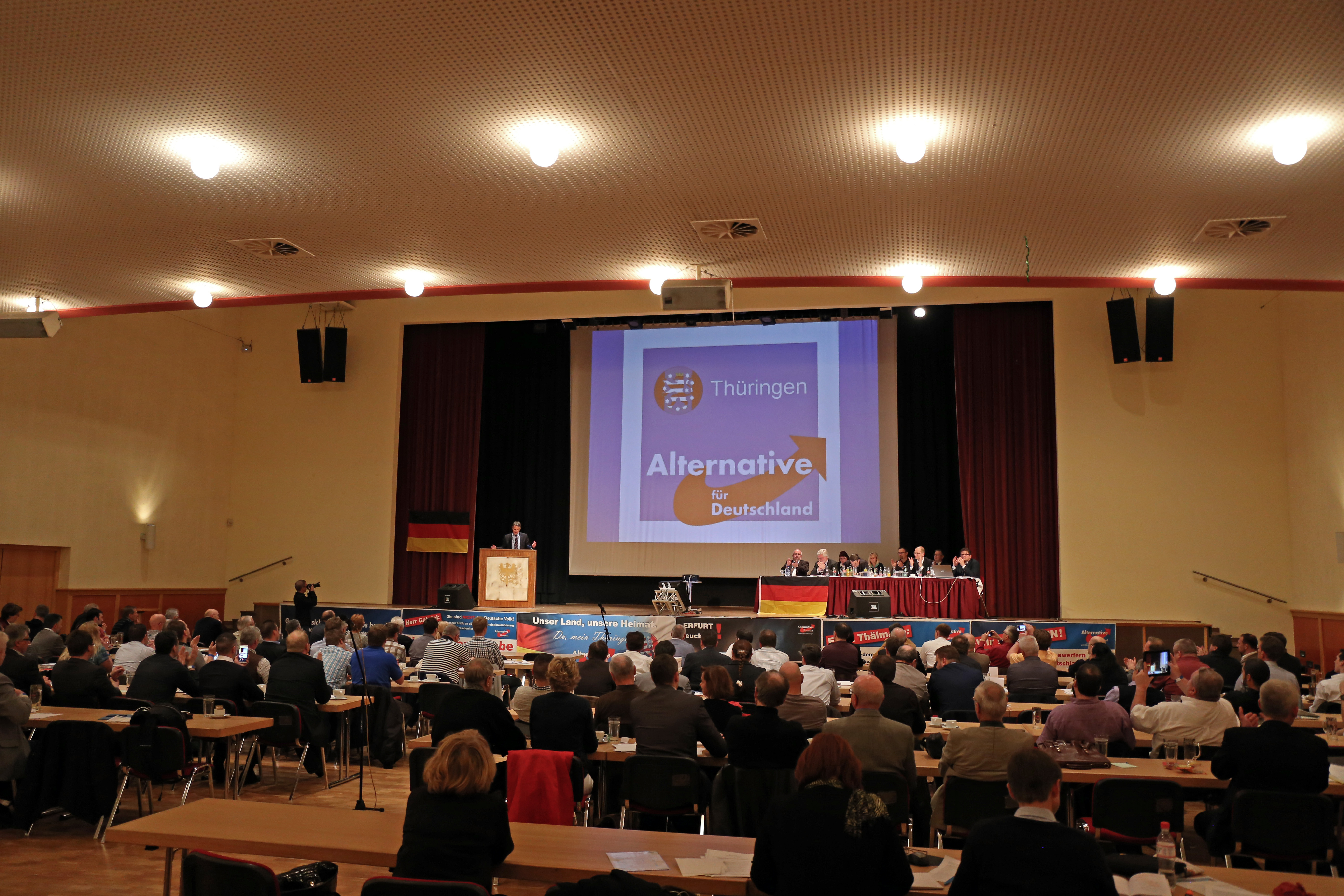
Landesparteitag der AfD am 9. April 2016 in Arnstadt

Die AfD Thüringen wurde am 27. April 2013 in Herrenhof gegründet. Die Gründung des Kreisverbandes Ilm-Kreis durch das umstrittene AfD-Mitglied Paul Latussek führte zur Distanzierung durch die Partei. 2013 wurde bekannt, dass auch ein bekannter Neonazi in die Partei aufgenommen wurde und die Partei anschließend verlassen hatte. Dem ersten Landesvorsitzenden Matthias Wohlfarth wurde gleichfalls rechtes Gedankengut attestiert. 2014 übernahmen dann Björn Höcke und Stefan Möller den Verband. Im selben Jahr trat Sieghardt Rydzewski öffentlichkeitswirksam aus der Partei aus. Insbesondere fiel Beobachtern eine Nähe zur Neuen Rechten auf, so war Günter Scholdt Referent beim Landesverband. Er gab Impulse für die als rechtspopulistisch gewerteten „10 Thesen für den Freistaat Thüringen“ von Höcke.
Bei der Landtagswahl in Thüringen 2014 gelang der Partei bei der ersten Teilnahme mit 10,6 % der Stimmen der Einzug in den Landtag. Sie bekam Stimmen einstiger Wähler von CDU (18.000), Linke (16.000), FDP (11.000) und Grüne (1.000). Der Wahlkampf zeichnete sich durch eine „populistische Note“ in der Thematik Asyl aus, so der Politikwissenschaftler Torsten Oppelland. Der Fraktion gehörten elf Abgeordnete an. In der konstituierenden Sitzung wurde am 22. September 2014 der Fraktionsvorstand gewählt. Zum Fraktionsvorsitzenden wurde Björn Höcke gewählt, zu den Stellvertretern Wiebke Muhsal und Stephan Brandner und zum parlamentarischen Geschäftsführer Stefan Möller. Weitere Mitglieder der Fraktion waren Oskar Helmerich, Corinna Herold, Jens Krumpe, Jörg Henke, Olaf Kießling, Thomas Rudy und Siegfried Gentele.
Im März 2015 verabschiedete der Landesparteitag der AfD Thüringen in Arnstadt die „Erfurter Resolution“. Am 15. April 2015 gab die Landtagsfraktion den Ausschluss von Gentele bekannt, der dem Landtag nunmehr als fraktionsloser Abgeordneter angehörte. Im Mai verließen Helmerich und Krumpe die Fraktion. Nach dem AfD-Bundesparteitag im Juli 2015, bei dem Parteichef Bernd Lucke abgewählt worden war und daraufhin die AfD verlassen hatte, traten alle drei Abgeordneten aus der Partei aus. Damit verfügte die AfD-Fraktion im Thüringer Landtag nunmehr über acht Abgeordnete.
Im September 2015 nahmen bei einer von der AfD Thüringen organisierten Demonstration gegen die Asylpolitik rund 5.000 Menschen in Erfurt teil. Nach einem Auftritt des Landesvorsitzenden Höcke in der ARD-Sendung Günther Jauch am 18. Oktober 2015 distanzierte sich der Bundesvorstand von ihm: Er sei nur „für den Landesverband Thüringen zu sprechen [legitimiert gewesen], nicht aber für die Bundespartei“. Vom „Stil des Auftretens“ sehe sich die „große Mehrheit der AfD-Mitglieder“ nicht vertreten.
Im Mai 2016 wurde durch Recherchen der Thüringer Allgemeinen bekannt, dass Landtagsabgeordnete und Mitarbeiter der AfD Thüringen im September des vorherigen Jahres einen AfD-Tarnverein unter dem Namen Bürgerbündnis für Thüringen gegründet hatten. Gründungsort war der Firmensitz des Meinungsforschungsinstituts INSA von Hermann Binkert, der ebenfalls an der Versammlung teilnahm. Der Verein wurde beispielsweise zur Anmietung einer Räumlichkeit genutzt, die der private Eigentümer ausdrücklich nicht an die AfD vermieten wollte.
Anfang Juli 2017 trat die stellvertretende Vorsitzende der AfD Thüringen, Steffi Brönner, zurück. Sie warf der Landespartei rechtsextremes Gedankengut sowie die Besetzung zentraler Stellen mit bekannten Rechtsextremen vor. Anstoß für Brönners Rücktritt waren zwei für Juli 2017 geplante Konzerte in Themar mit rechtsextremem Hintergrund, für die der wenige Tage vor Brönners Rücktritt Ende Juni 2017 aus der AfD ausgetretene Bürgermeister der Nachbargemeinde Grimmelshausen, Bodo Dressel, sein Flurstück zur Verfügung gestellt hatte. Die AfD Thüringen warf Brönner vor, aus Enttäuschung über einen nicht erreichten Listenplatz zur Bundestagswahl 2017 zurückzutreten.
Nach der Bundestagswahl 2017 zog Stephan Brandner als Spitzenkandidat der Landespartei in den Bundestag ein und legte sein Landtagsmandat nieder, sodass Klaus Rietschel in den Landtag nachrückte, der jedoch Partei und Fraktion am 15. Januar 2019 verließ; dadurch schrumpfte die Landtagsfraktion auf sieben Abgeordnete.
Im April 2018 legte die AfD-Fraktion ein Positionspapier zu Leitkultur, Identität, Patriotismus vor, in dem von „Eigentümlichkeiten des Nationalcharakters“ die Rede war, in denen „die deutsche Seele zum Ausdruck“ komme sowie – laut dem Literaturwissenschaftler Heinrich Detering „in einem bei näherem Hinsehen immer unheimlicheren Singular“ – „die deutsche Lebensweise“.
Im November 2020 wurde Björn Höcke beim Parteitag der AfD Thüringen in Pfiffelbach mit knapp 84 Prozent als AfD-Landeschef bestätigt.
Am 30. November 2021 unterstellte der AfD-Landesverband Thüringen auf Facebook dem Bundesverfassungsgericht, dieses sei korrupt und parteinah, und sprach von „Büttelrechtsprechung“.
Der AfD-Kreisverband Kyffhäuser-Sömmerda-Weimarer Land bezeichnete im April 2022 den französischen Präsidenten Emmanuel Macron auf antisemitische Weise als „Rothschild-Bengelchen“.
Bei den Kommunalwahlen in Thüringen 2024 unterstützte die AfD Thüringen im Landkreis Saalfeld-Rudolstadt eine Wählergruppe, die sich Alternative für den Landkreis Saalfeld-Rudolstadt (AfL) nennt und gegen die AfD-Liste antrat. Diese Wählergruppe wurde von Gegnern des AfD-Landtagsabgeordneten Karlheinz Frosch gegründet, nachdem auf der Wahlliste, angeführt von Frosch, Höcke-Verbündete nur auf die hinteren Plätze gelangt seien. 15 Listenkandidaten, so die Gegner zudem, seien zu wenig. Gegen eine von ihnen geforderte erneute Listenwahl klagte Frosch und bekam vom Landgericht Gera im März 2024 recht; Höcke klagte dreimal erfolglos vor Gericht gegen die Kandidaturen. Die Mindestanzahl von 184 Unterstützungsunterschriften für einen Wahlantritt der daraufhin gegründeten Wählergruppe wurde laut Bild mit „gerade noch rechtzeitig“ 191 nur ganz knapp überschritten. Der Landesvorstand, der die AfL unterstützte, leitete gegen neun Parteimitglieder des Kreisverbandes Saalfeld-Rudolstadt ein Ausschlussverfahren ein, da diese „in besonders schwerwiegender Weise erheblich gegen die Ordnung der Partei verstoßen und ihr dadurch einen schweren Schaden zugefügt“ hätten, wie es in einem Schreiben an das Landesschiedsgericht heißt. Frosch trat daraufhin aus der AfD aus. Bei den Wahlen erreichte die offizielle AfD-Liste von Frosch 18,5 Prozent und neun Sitze im Kreistag, die Höcke-Liste 13,7 Prozent und sechs Sitze. Thüringens AfD-Vizechef Torben Braga kündigte eine Anfechtung der Wahlergebnisse im Kreis Saalfeld-Rudolstadt an.
Im Vorfeld der Landtagswahl in Thüringen 2024 verschickte die Partei nur eine geringe Anzahl von Einladungen an Journalisten für ihre Wahlparty. Der Spiegel, die Bild, Die Welt und Die Tageszeitung gingen dagegen erfolgreich im einstweiligen Rechtsschutz vor. Die Partei schloss daraufhin Pressevertreter generell von der Veranstaltung aus. Bei der Wahl wurde die AfD mit 32,8 Prozent der Stimmen erstmals stärkste Kraft in einem Landesparlament.
Beim Landesparteitag der Thüringer AfD in Arnstadt Mitte Dezember 2024 wurde der Vorsitzende des Landesverbandes Björn Höcke mit großer Mehrheit gegen seinen Herausforderer Klaus Stöber in seinem Amt bestätigt.

## Politik

### Parteiprogramm

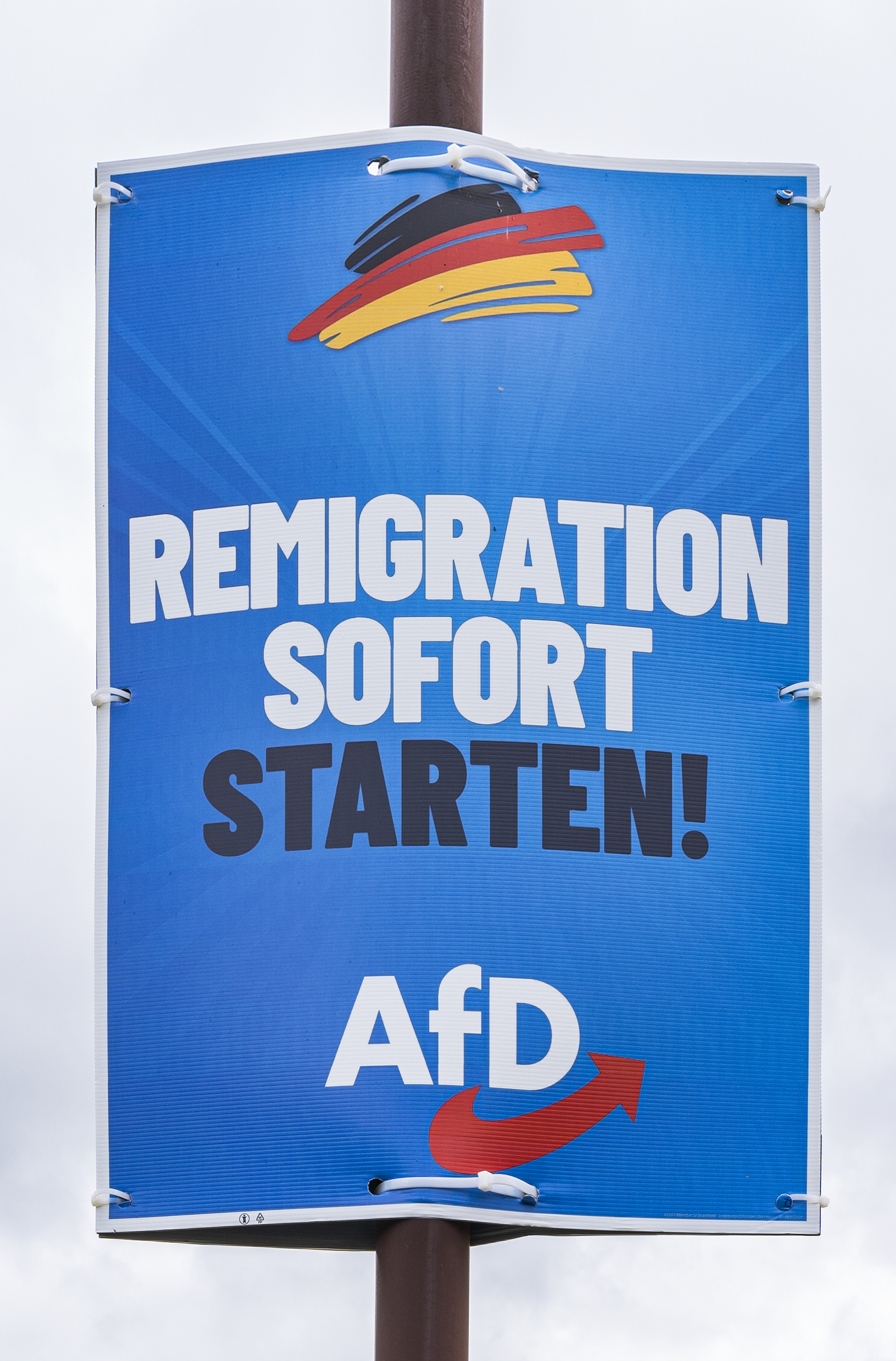
Wahlplakat zur Europawahl 2024 zur Remigration.

Vor der Landtagswahl 2014 erarbeitete die AfD Thüringen ihr erstes Wahlprogramm. In der Flüchtlingskrise in Deutschland ab 2015 fordert die AfD Thüringen nationale Obergrenzen. In der Griechischen Staatsschuldenkrise fordert die AfD Thüringen ein Ende der finanziellen Unterstützung durch deutsche Steuergelder.
Der Landesverband spricht sich für eine Verringerung der Abgeordnetenzahl im Thüringer Landtag aus. Ein von der AfD-Fraktion im Mai 2016 eingebrachter Gesetzentwurf sah vor, die Zahl der Abgeordneten von derzeit 91 auf 62 zu verringern.
Das Rentenkonzept der Thüringer AfD sah beispielsweise vor, die Beitragsbemessungsgrenze zunächst beizubehalten. Das sei laut dem Sozialforscher und Mathematiker Gerd Bosbach unsozial, weil Spitzenverdiener damit einen geringeren Anteil ihrer Einkommen entrichten müssten als Geringverdiener. Nutznießer dieses Konzepts seien die Arbeitgeber. Darüber hinaus wird eine Verlängerung der Lebensarbeitszeit angestrebt, sowohl durch die Abschaffung der Altersgrenze für den Renteneintritt als auch durch die Herabsetzung des Berufseintrittsalters. Steuerfinanzierte Zuschläge für Bezieher kleiner Renten solle es nur für deutsche Staatsbürger geben. Dieses Konzept verstößt gegen den Gleichheitsgrundsatz des Art. 3 des Grundgesetzes.
In dem auf einem Parteitag in Pfiffelbach verabschiedeten Wahlprogramm für die Landtagswahlen im Herbst 2024 wurden als Ziele eine Auflösung des Landesamtes für Verfassungsschutz und eine „Abschiebeinitiative“ genannt. Die Partei will zudem die Medienstaatsverträge kündigen, auf deren Grundlage der öffentlich-rechtliche und der private Rundfunk senden. Im Programm wird außerdem ein Asylrecht ausschließlich für politisch Verfolgte sowie eine Verkleinerung des Thüringer Landtags von derzeit 88 auf 62 Abgeordnete gefordert.

### Einordnung
Seit 2015 hätten „im Thüringer Landesverband der AfD politische Konzepte des völkisch-nationalistischen Rechtsextremismus die Diskurshoheit übernommen“, so eine Studie des Kompetenzzentrums Rechtsextremismus der Friedrich-Schiller-Universität Jena (Matthias Quent, Franziska Schmidtke und Axel Salheiser). Nach dem Politikwissenschaftler Hajo Funke (2016) hat die Fraktion eine „rechtsextreme Stoßrichtung“, dem Parteivorsitzenden attestierte er einen „völkisch-nationalistische[n] Extremismus“. Im thüringischen Landesverband artikulieren sich „deutsch-nationalistische Stimmen mit deutlichen Orientierungen in eine rechtsextremistische Richtung“, wie der Politikwissenschaftler Armin Pfahl-Traughber (2016) festhielt. Laut dem Sozialwissenschaftler Alexander Häusler (2019) hat sich in der Thüringer AfD „ein rechter Radikalisierungsprozess entwickelt“.
Im Januar 2019, kurz vor dem Holocaust-Gedenktag, teilte die Stiftung der Gedenkstätte des KZ Buchenwald mit, sie halte es für geboten, dass „Vertreter der AfD an einer Gedenkveranstaltung an diesen Orten nicht teilnehmen, solange sie sich nicht glaubhaft von den antidemokratischen, menschenrechtsfeindlichen und geschichtsrevisionistischen Positionen in ihrer Partei distanzieren.“
Die unter Leitung des Rechtswissenschaftlers Markus Ogorek der Universität zu Köln veröffentlichte Internetplattform „ExtremismusMonitor Thüringen“ dokumentiert rund 150 systematisch ausgewertete öffentliche und potentiell verfassungsfeindliche Äußerungen von Funktionären der thüringischen AfD. Laut Studienleiter Ogorek wird die größte Gruppe der Äußerungen als „Feindseligkeiten gegenüber (Rechts-)Staat und politischem Wettbewerb“ eingeordnet. Die Erhebung zeige, dass die Ausfälle der AfD keine Ausrutscher, sondern methodisch angelegt seien.
Anfang 2025 stellte der Jenaer Jurist Raimond Ernst fest, dass den internen Kritikern Höckes „reale Machtoptionen in der AfD abgeschnitten“ worden seien. Das führe „zu einem Kartell des Schweigens, sodass sich in der Partei womöglich niemand mehr trauen wird, Kritik am Parteivorsitzenden zu äußern“. Die eigene Zukunft in der Partei werde „gewissermaßen daran gekoppelt, in der Gunst des Vorsitzenden zu stehen“.

### Bewertung durch den Verfassungsschutz und Kontroversen dazu
Anfang September 2018 erklärte das Amt für Verfassungsschutz Thüringen die AfD des Landes zum Prüffall. Bei diesen Prüfvorgängen, der Vorstufe zur geheimdienstlichen Beobachtung, wird offen zugängliches Material ausgewertet. Anlass waren unter anderem verschiedene Äußerungen ihres Sprechers Björn Höcke sowie seine gemeinsame Teilnahme mit Neonazis an einem sogenannten Trauermarsch in Chemnitz am 1. September 2018. Höcke habe außerdem in seinem Buch Nie zweimal in denselben Fluss völkisch-nationalistische Inhalte verbreitet sowie beim „Kyffhäusertreffen“ von AfD Sachsen und Thüringen die „Zeit des Wolfes“ angekündigt, womit er eine Taktik der AfD gegenüber der Polizei bei Demonstrationen bezeichnete. Er fordere zudem Polizisten zur Befehlsverweigerung auf. Auch die Rede Höckes zum Holocaust-Mahnmal gehört für den Verfassungsschutz zur Tendenz der Partei, in der extremistische Positionen prägender würden.
Im November 2019 lehnte der Verfassungsgerichtshof in Thüringen eine Klage der AfD gegen ihre öffentliche Einstufung als Prüffall durch den Chef des Landesverfassungsschutzes Stephan J. Kramer als unzulässig ab. Die Anträge waren in einem Organstreitverfahren gestellt, der Verfassungsschutzpräsident sei jedoch weder Verfassungsorgan noch einem solchen in Rang oder Funktion gleichgestellt. AfD-Chef Höcke kündigte an, die Sache juristisch weiterzuverfolgen; die AfD habe beim Verwaltungsgericht in Weimar ebenfalls eine Klage eingereicht. Im Jahr 2021 urteilte das Verwaltungsgericht Weimar, dass Kramer mit der öffentlichen Verkündung des Prüffalls gegen die Verfassung verstoßen hatte. Cicero berichtete ergänzend, dass aus einer gegen Kramer gerichteten Dienstaufsichtsbeschwerde hervorgeht, dass die Einstufung der AfD Thüringen als „Prüffall“ ohne Beteiligung des zuständigen Fachbereichs erfolgte.
Im März 2020 wurde der AfD-Landesverband Thüringen von der Landesbehörde für Verfassungsschutz als Verdachtsfall eingestuft. Es lägen „hinreichende tatsächliche Anhaltspunkte für Bestrebungen gegen die freiheitliche demokratische Grundordnung“ vor. Nach einem Jahr wurde die AfD Thüringen im März 2021 vom Amt für Verfassungsschutz als „erwiesen rechtsextrem“ eingestuft. Es sieht in ihr eine „Bestrebung gegen die freiheitlich demokratische Grundordnung“. Im Thüringer Verfassungsschutzbericht für die Jahre 2021 und 2022 wurde der Landesverband unter dem Abschnitt „Rechtsextremistische Parteien“ gelistet. Die Islamfeindschaft des Landessprechers Björn Höcke und anderer AfD-Vertreter speise sich „nicht prinzipiell aus kultur- oder religionskritischen, sondern aus rassistischen Positionen“. Auch wenn er im „rhetorischen Kleid (unveränderlicher) kultureller Unterschiede“ daher komme, sei Rassismus prinzipiell grundgesetzwidrig. Durch die „verschwörerische Behauptung einer globalistischen Elite, die im Verborgenen Migrationsprozesse, Pandemien und sogar Kriege anstifte“, knüpfe die Thüringer AfD zudem „an antisemitische Erklärungsmuster an, die in vergleichbarer Weise auch im Nationalsozialismus Verwendung“ gefunden hätten. Im Februar 2024 bestätigte das Thüringer Oberverwaltungsgericht, dass die Thüringer AfD rechtsextrem ist.
Im Dezember 2024 wurde bekannt, dass Verfassungsschutzpräsident Kramer 2021 ein „Ergänzungsgutachten“ unberücksichtigt ließ, das die Hochstufung der AfD als „erwiesen rechtsextrem“ rechtlich problematisierte. Der Autor des Ergänzungsgutachten hatte deswegen Beschwerde beim Thüringer Innenministerium, das dem Verfassungsschutz überstellt ist, eingelegt.

### Geplantes Waffenverbot für thüringische AfD-Mitglieder
Die thüringische Landesregierung beabsichtigt, AfD-Mitgliedern den Erwerb und Besitz von Schusswaffen zu verbieten. Der SPD-Innenminister Georg Maier erklärte, die AfD „verfolge im Freistaat rechtsextremistische Bestrebungen gegen die freiheitlich-demokratische Grundordnung“. Mit dem Verbot würde nach seiner Auffassung nur geltendes Recht umgesetzt.

## Organisation
| Mitgliederzahlen | Mitgliederzahlen |
| ---------------- | ---------------- |
| 08/2014          | 350              |
| 12/2015          | 535              |
| 02/2016          | 620              |
| 04/2016          | 700              |
| 12/2016          | 952              |

Die Parteiorgane des Landesverbands sind der Landesparteitag, der Landesvorstand und Landesschiedsgericht. Letzteres entscheidet über parteiinterne Streitigkeiten und kann Mitglieder ausschließen.

### Landesparteitag
Höchstes Parteiorgan ist der Landesparteitag. Er wählt den Landesvorstand, die Rechnungsprüfer und das Landesschiedsgericht. Der Landesparteitag findet grundsätzlich als Mitgliederversammlung statt. Übersteigt die Zahl der Parteimitglieder 500, kann der Landesparteitag als Delegiertenversammlung stattfinden. Dabei sind die Mitglieder des Landesvorstandes entsprechend der Satzung Mitglieder des Landesparteitages. Die Kreisverbände entsenden je fünf Mitglieder einen Delegierten.
| Nr.                               | Datum                                     | Ort         | Landesvorsitzende(r) / Spitzenkandidat(in) | Wahlergebnis | Thema |
| --------------------------------- | ----------------------------------------- | ----------- | ------------------------------------------ | ------------ | --- |
| 01. Landesparteitag               | 27. April 2013                            | Herrenhof   | Arndt Breustedt Matthias Wohlfarth         |              | Gründung des Landesverbandes; Wahl des Landesvorstandes                                                                                       |
| 01. Landesparteitag               | 27. April 2013                            | Herrenhof   | Michael Kaufmann                           |              | Wahl der Landesliste zur Bundestagswahl 2013                                                                                                  |
| Außerordentlicher Landesparteitag | 24. August 2013                           | Kraftsdorf  | Michaela Merz Matthias Wohlfarth           |              | Neuwahl des Landesvorstandes |
| 02. Landesparteitag               | 1. Februar 2014                           | Arnstadt    | Björn Höcke                                |              | Wahl der Landesliste zur Landtagswahl 2014 |
| 03. Landesparteitag               | 14. Juni 2014                             | Stadtroda   | Björn Höcke Stefan Möller                  |              | Neuwahl des Landesvorstandes; Beschluss eines vorläufigen Wahlprogramms zur Landtagswahl 2014                                                 |
| 04. Landesparteitag               | 14./15. März 2015                         | Arnstadt    |                                            |              | Beschluss der Erfurter Resolution; Nachwahl zum Landesvorstand Wahl der Delegierten zu Landesparteitagen, zum Bundesparteitag und zum Konvent |
| 05. Landesparteitag               | 9. April 2016                             | Arnstadt    |                                            |              | Beschlüsse von programmatischen Positionspapieren u. a. zur Gleichstellungspolitik                                                            |
| 06. Landesparteitag               | 22. Oktober 2016                          | Arnstadt    | Björn Höcke Stefan Möller                  | 94 % 84 %    | Neuwahl des Landesvorstandes, des Landesschiedsgerichts und der Delegierten zum Konvent                                                       |
| 07. Landesparteitag               | 18./19. Februar 2017                      | Arnstadt    | Stephan Brandner                           | 91 %         | Wahl der Landesliste zur Bundestagswahl 2017                                                                                                  |
| 08. Landesparteitag               | 1./2. April 2017                          | Berlstedt   |                                            |              | Wahl der Delegierten zum Bundesparteitag |
| 09. Landesparteitag               | 3. Februar 2018                           | Arnstadt    |                                            |              | Nachwahlen zum Landesvorstand und zum Landesschiedsgericht; Änderung der Landessatzung                                                        |
| 10. Landesparteitag               | 13./14. Oktober 2018 27./28. Oktober 2018 | Arnstadt    | Björn Höcke                                | 84 %         | Wahl der Landesliste zur Landtagswahl 2019 |
| 11. Landesparteitag               | 3./4. November 2018                       | Pfiffelbach | Björn Höcke Stefan Möller                  | 81 % 71 %    | Neuwahlen des Landesvorstandes |
| 12. Landesparteitag               | 17./18. August 2019                       | Arnstadt    |                                            |              | Beschluss des Wahlprogramms zur Landtagswahl 2019                                                                                             |
| 13. Landesparteitag               | 21. November 2020                         | Pfiffelbach | Björn Höcke Stefan Möller                  | 84 % 86 %    | Neuwahlen des Landesvorstandes; Änderung der Landessatzung                                                                                    |

### Landesvorstand
Seit November 2022 setzt sich der Landesvorstand aus folgenden Mitgliedern zusammen:
| Landesvorsitzende                                            | Björn Höcke (MdL), Stefan Möller (MdB)                                                 |
| Stellvertretende Landesvorsitzende                           | René Aust (MdEP), Torben Braga (MdB)                                                   |
| Schatzmeister                                                | Jens Dietrich (MdL)                                                                    |
| Stellvertretender Schatzmeister                              | Jan Abicht (MdL)                                                                       |
| Beisitzer                                                    | Robert Sesselmann, Jens Fiedler, Daniel Haseloff (MdL), Antje Göring-Kube, Stefan Sell |
| MdL = Mitglied des Landtages; MdB = Mitglied des Bundestages |                                                                                        |

### Kreisverbände
Die AfD Thüringen verfügt über neun Kreisverbände, in denen jeweils zwei oder mehr kreisfreie Städte und Landkreise zusammengefasst sind. Die Grenzen der Kreisverbände entsprechen den Bundestagswahlkreisen 189 bis einschließlich 197 gemäß Wahlkreiseinteilung im 20. Gesetz zur Änderung des Bundestagswahlgesetzes. Die Kreisverbände haben Satzung-, Finanz- und Personalautonomie.

### Parteivorsitzende
| Amtszeit               | Parteivorsitzende(r)       |
| ---------------------- | -------------------------- |
| April 2013 – Juni 2014 | Matthias Wohlfarth         |
| ab Juni 2014           | Björn Höcke, Stefan Möller |

### Fraktionsvorsitzende
| Amtszeit          | Fraktionsvorsitzende(r) |
| ----------------- | ----------------------- |
| ab September 2014 | Björn Höcke             |

### Junge Alternative Thüringen
Die AfD-Jugend ist im Landesverband der Jungen Alternative Thüringen organisiert. Auf der Mitgliederversammlung 2015 in Jena wurde Landtagsabgeordnete Wiebke Muhsal zur Landessprecherin gewählt. Als Stellvertretender Landesvorsitzender wurde Robert Mochrie, als Schatzmeister Denny Jankowski und als Beisitzer Hendrik Urban und Martin Zugehör gewählt.
Die JA Thüringen teilte 2016 der Kölner Oberbürgermeisterin Henriette Reker (parteilos) auf ihrer Facebookseite 2016 Folgendes mit: „Wenn die Politik nicht handelt, halten die Menschen vielleicht in Zukunft wirklich eine 'Armlänge Abstand', Frau Reker.“ Der Kommentar stand unter einem Schwarz-Weiß-Foto, auf dem eine Hand mit einer Pistole zu sehen war. Die Staatsanwaltschaft Gera prüfte anschließend, ob sie Ermittlungen gegen die „Junge Alternative Thüringen“ wegen des öffentlichen Aufrufs zu Gewalttaten bzw. Selbstjustiz einleitet. Auch gingen mehrere Anzeigen gegen die JA Thüringen als Urheber ein.

## Wahlergebnisse
| Landtagswahlen | Landtagswahlen | Landtagswahlen | Landtagswahlen | Landtagswahlen      |
| Jahr           | Stimmenanzahl  | Stimmenanteil  | Sitze          | Spitzenkandidat(in) |
| -------------- | -------------- | -------------- | -------------- | ------------------- |
| 2014           | 99.545         | 10,6 %         | 11             | Björn Höcke         |
| 2019           | 259.382        | 23,4 %         | 22             | Björn Höcke         |
| 2024           | 396.704        | 32,8 %         | 32             | Björn Höcke         |

| Bundestagswahlen | Bundestagswahlen | Bundestagswahlen | Bundestagswahlen | Bundestagswahlen    |
| Jahr             | Stimmenanzahl    | Stimmenanteil    | Sitze            | Spitzenkandidat(in) |
| ---------------- | ---------------- | ---------------- | ---------------- | ------------------- |
| 2013             | 76.013           | 6,2 %            | 0                | Michael Kaufmann    |
| 2017             | 294.045          | 22,7 %           | 5                | Stephan Brandner    |
| 2021             | 303.233          | 24,0 %           | 5                | Stephan Brandner    |
| 2025             | 501.519          | 38,6 %           | 8                | Stephan Brandner    |

| Europawahlen | Europawahlen  | Europawahlen  |
| Jahr         | Stimmenanzahl | Stimmenanteil |
| ------------ | ------------- | ------------- |
| 2014         | 68.011        | 7,4 %         |
| 2019         | 236.566       | 22,5 %        |
| 2024         | 320.034       | 30,7 %        |

## Landtagsfraktion
Im 8. Thüringer Landtag ist die AfD-Fraktion mit insgesamt 32 Abgeordneten vertreten.

## Landesgruppe im Deutschen Bundestag

### 2017–2021
Die Landesliste zur Bundestagswahl 2017 wurde auf einem Parteitag am 18. Februar 2017 in Arnstadt aufgestellt. Die Landespartei zog mit fünf Kandidaten in den 19. Deutschen Bundestag ein, die ein Teil der AfD-Bundestagsfraktion sind:
| Abgeordneter     | Einzug über   | Funktionen / Mitgliedschaften                                       |
| ---------------- | ------------- | ------------------------------------------------------------------- |
| Stephan Brandner | Listenplatz 1 | Vorsitzender der Landesgruppe; Stellvertretender Parteivorsitzender |
| Jürgen Pohl      | Listenplatz 2 |                                                                     |
| Marcus Bühl      | Listenplatz 3 |                                                                     |
| Robby Schlund    | Listenplatz 4 |                                                                     |
| Anton Friesen    | Listenplatz 5 |                                                                     |

### 2021–2025
| Abgeordneter     | Einzug über                                                                | Funktionen / Mitgliedschaften                                       |
| ---------------- | -------------------------------------------------------------------------- | ------------------------------------------------------------------- |
| Stephan Brandner | Direktmandat Gera – Greiz – Altenburger Land                               | Vorsitzender der Landesgruppe; Stellvertretender Parteivorsitzender |
| Michael Kaufmann | Direktmandat Saalfeld-Rudolstadt – Saale-Holzland-Kreis – Saale-Orla-Kreis |                                                                     |
| Marcus Bühl      | Direktmandat Gotha – Ilm-Kreis                                             |                                                                     |
| Klaus Stöber     | Direktmandat Eisenach – Wartburgkreis – Unstrut-Hainich-Kreis              |                                                                     |
| Jürgen Pohl      | Listenplatz 2                                                              |                                                                     |

### Seit 2025
| Abgeordneter        | Einzug über                                                                | Funktionen / Mitgliedschaften        |
| ------------------- | -------------------------------------------------------------------------- | ------------------------------------ |
| Christopher Drößler | Direktmandat Eichsfeld – Nordhausen – Kyffhäuserkreis                      |                                      |
| Stefan Möller       | Direktmandat Eisenach – Wartburgkreis – Unstrut-Hainich-Kreis              |                                      |
| Stefan Schröder     | Direktmandat Jena – Sömmerda – Weimarer Land I                             |                                      |
| Marcus Bühl         | Direktmandat Gotha – Ilm-Kreis                                             |                                      |
| Stephan Brandner    | Direktmandat Gera – Greiz – Altenburger Land                               | Stellvertretender Parteivorsitzender |
| Michael Kaufmann    | Direktmandat Saalfeld-Rudolstadt – Saale-Holzland-Kreis – Saale-Orla-Kreis |                                      |
| Robert Teske        | Direktmandat Suhl – Schmalkalden-Meiningen – Hildburghausen – Sonneberg    |                                      |
| Torben Braga        | Listenplatz 3                                                              |                                      |

## Rezeption
Mitte 2024 wurde der Dokumentarfilm Höcke. Und seine Hintermänner ausgestrahlt, der vom WDR und NDR für die ARD produziert worden ist. Die Ausstrahlung erfolgte wenige Wochen vor der Landtagswahl in Thüringen am 1. September 2024.